# (612243) 2001 QR322
(612243) 2001 QR322 è un asteroide troiano del pianeta Nettuno. Scoperto nel 2001 nell'ambito del progetto Deep Ecliptic Survey, presenta un'orbita caratterizzata da un semiasse maggiore pari a 30,4027172 au e da un'eccentricità di 0,0306287, inclinata di 1,32303° rispetto all'eclittica.
È stato il primo di questa classe di oggetti ad essere scoperto. Presenta il medesimo periodo orbitale di Nettuno, ed orbita in prossimità del punto lagrangiano L4 della sua orbita, circa 60° innanzi rispetto al pianeta.